# Isochilus carnosiflorus
Isochilus carnosiflorus es una especie de orquídea epífita nativa de México hasta Costa Rica.

## Descripción
Son orquídeas de tamaño pequeño, que prefiere el clima cálido a frío, epífitas de hasta 30 cm de alto; tallos erectos a patentes, más de 2.5 mm de ancho, revestidos de vainas verrugosas. Hojas linear-lanceoladas, hasta 4 cm de largo y 8 mm de ancho. Inflorescencia unilateral laxa, hasta con 4 flores, las brácteas florales ampliamente cuneadas, de 5 mm de largo, contraídas por arriba de la mitad, con ápice truncado, retuso y apiculado en el seno, las flores con los sépalos acarminados, los pétalos más pálidos, el labelo de color blanco con 2 manchas grandes rojo-violetas por arriba de la mitad y un ápice acarminado pálido; sépalos oblongos, 8 mm de largo y 2 mm de ancho, obtusos, connados hasta por arriba de la mitad; pétalos elíptico-lanceolados, 7 mm de largo y 3 mm de ancho, ápice redondeado y obtuso; labelo linear-oblanceolado, 9 mm de largo y 3 mm de ancho, fuertemente arqueado en posición natural, ligeramente contraído en la mitad apical, ápice agudo, con uña recta; columna 5 mm de largo, ápice 3-denticulado; ovario y pedicelo juntos 7 mm de largo.

## Distribución y hábitat
Encontrado en México, Belice, Guatemala, El Salvador, Honduras, Nicaragua y Panamá, donde es rara en los bosques nublados, en alturas de 100–1400 metros.

## Taxonomía
Isochilus carnosiflorus fue descrita por John Lindley y publicado en Paxton's Magazine of Botany 11: 213. 1844.
Etimología
Isochilus: nombre genérico que deriva de dos palabras latinizadas del griego: ισος (isos), que significa "igual" y χειλος (kheilos), que significa "labio", en referencia al hecho de que sus pétalos y sépalos tienen el mismo tamaño del labio.
carnosiflorus: epíteto latino que significa "con flores carnosas".
Sinonimia
- Isochilus crassiflorus A.Rich. & Galeotti 1845
- Isochilus linearis var. carnosiflorus (Lindl.) Correll 1941[1][4][5]